# Mocho y Romo

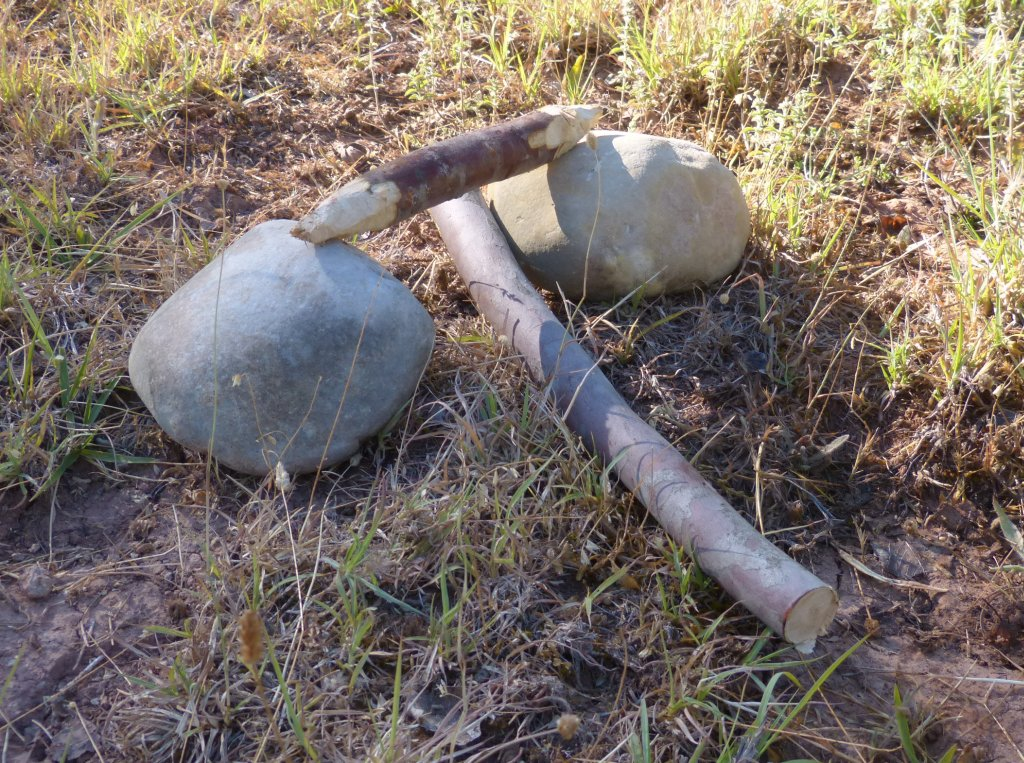
Juego del Mocho y Romo

El Mocho y Romo, es un juego español de exterior de varios jugadores, 
Los útiles son:
1. Dos piedras de forma redondeada de 15 a 20 cm de diámetro, que se colocan a unos 10  centímetros de distancia una de la otra.
2. El mocho, un palo de oliva preferentemente, de unos 25 cm de largo, de puntas mochas, es decir afiladas en forma de cono, de forma que salte al golpearlo.
3. El romo, un palo de oliva también, de unos 40 cm de largo, que se utiliza para golpear al mocho.

Se desarrolla, del siguiente modo:
1. Se coloca el mocho formando un puente entre las dos piedra, quedando un hueco por debajo, por el que se introduce el romo para golpear al mocho y levantándolo en el aire volver a golpearlo, procurando lanzarlo lo más lejos posible.
2. El otro jugador intentará cogerlo al vuelo, si lo consigue le toca el turno. En caso contrario lanzará el mocho desde el lugar en que éste se haya detenido intentando tirar al romo que se habrá colocado entre las dos piedras a modo de puente, si consigue tirarlo también se cambia de turno.
3. En caso de que no lo consiga el jugador al que le toca el turno tiene tres oportunidades para alejar en lo posible el mocho de las piedras, para ello, con el romo dará un golpe a una de las puntas de forma que el romo salte, golpeándolo de nuevo mientras este esté en el aire.
4. Tras los tres intentos, el jugador pide los "romos" que cree que hay desde donde está el mocho hasta las piedras. Los otros jugadores pueden aceptarlos, o si piensan que son demasiados, contarlos, usando el romo como unidad de medida. En caso de que no llegue el primer jugador pierde los puntos pedidos.
5. Tras sumar los puntos se cambia de turno, y le toca a otro jugador.
6. Gana el primer jugador en alcanzar los puntos fijados de antemano, 100, 500, 1000 etc.